# Alberto Bergamo
Alberto Bergamo (Bergamo, 11 settembre 1988) è un ex rugbista a 15 italiano, tre quarti ala del Calvisano.

## Biografia
Cresciuto sportivamente nelle file del Bergamo, disputa i campionati dall'Under 17 all'Under 19 nel Rovato, per poi successivamente arrivare a vestire la maglia giallo-nera del Calvisano con cui ha conquistato tre titoli di Campione d'Italia e due Trofei Eccellenza.

## Palmarès
- Campionati italiani: 3
Calvisano: 2011-12, 2013-14, 2014-15
- Trofei Eccellenza : 2
Calvisano: 2011-12, 2014-15